# Clematis patens 'Evipo027'
Cultivar
La clématite patens 'Evipo027' est un cultivar de clématite obtenu en 2011 par Raymond Evison en Angleterre. Elle porte le nom commercial de clématite patens Abilène 'Evipo027'.

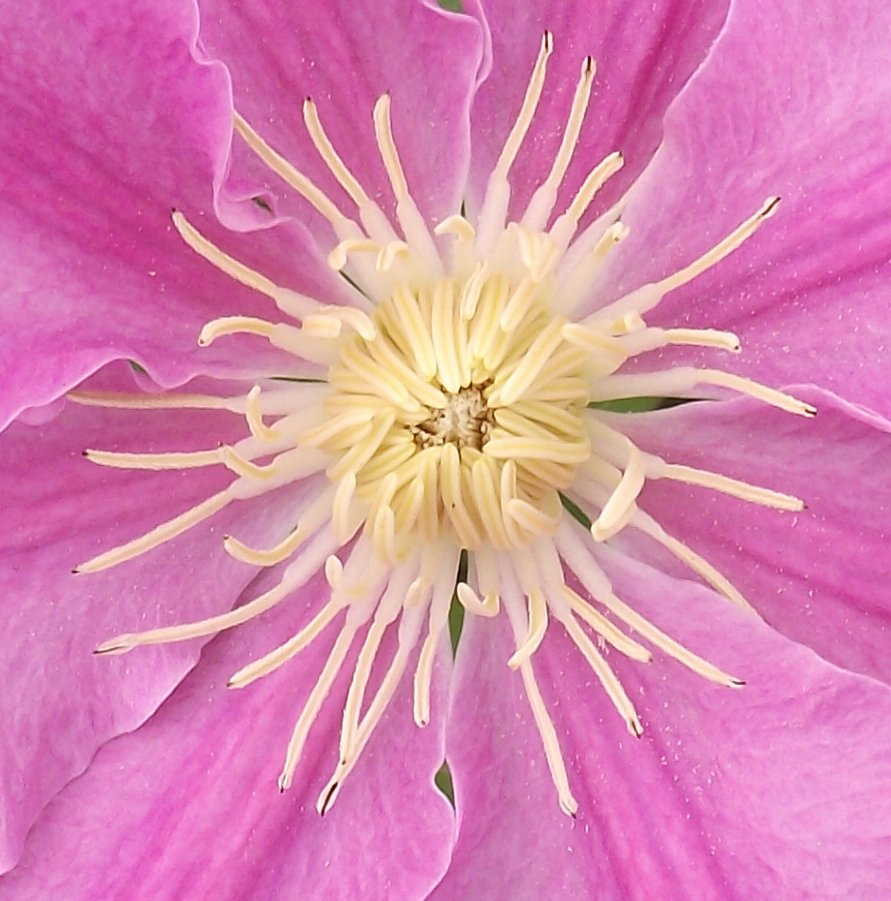
Étamines et stigmates de clematis Abilène.

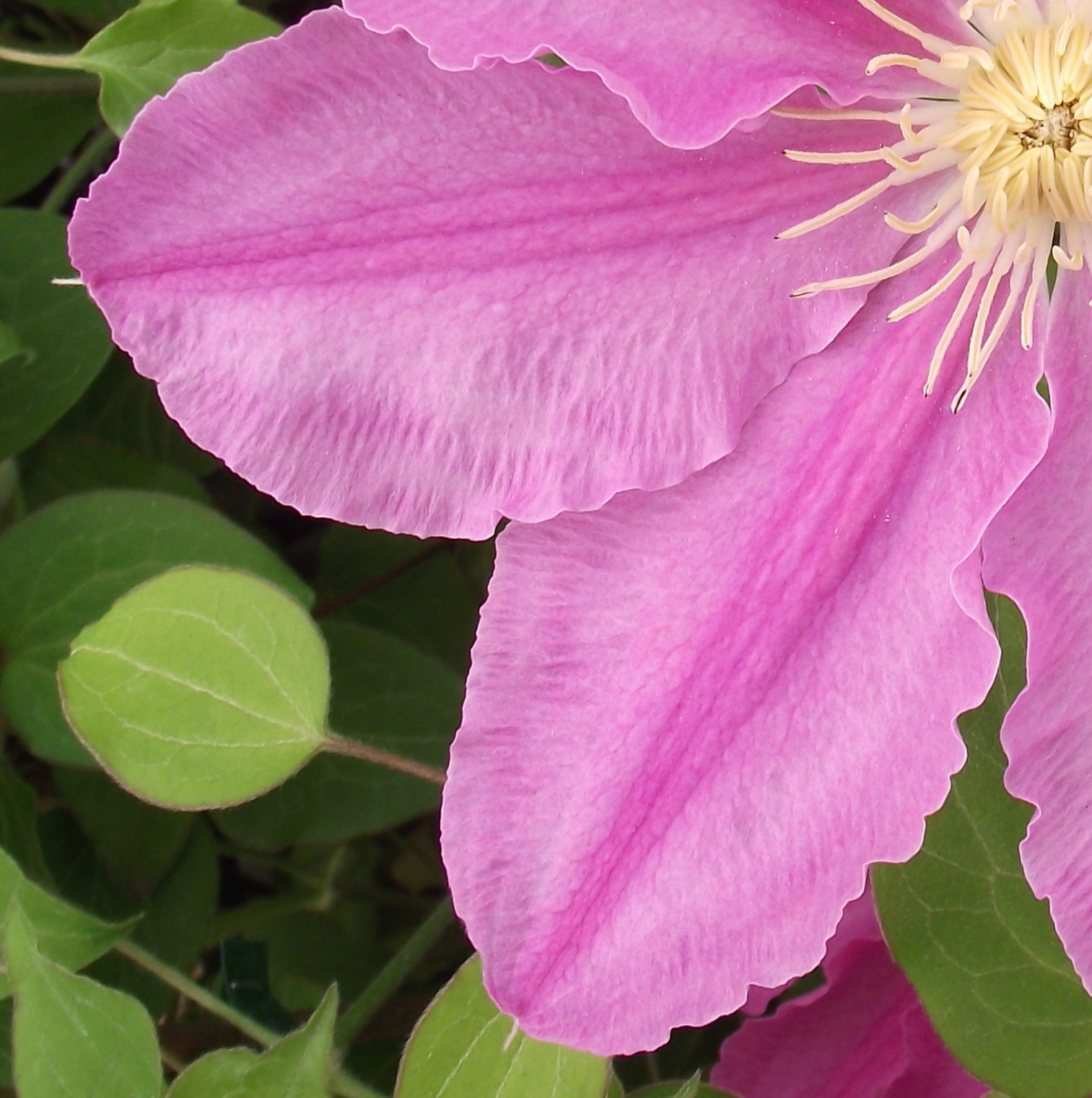
Sépale de clematis patens Abilène.

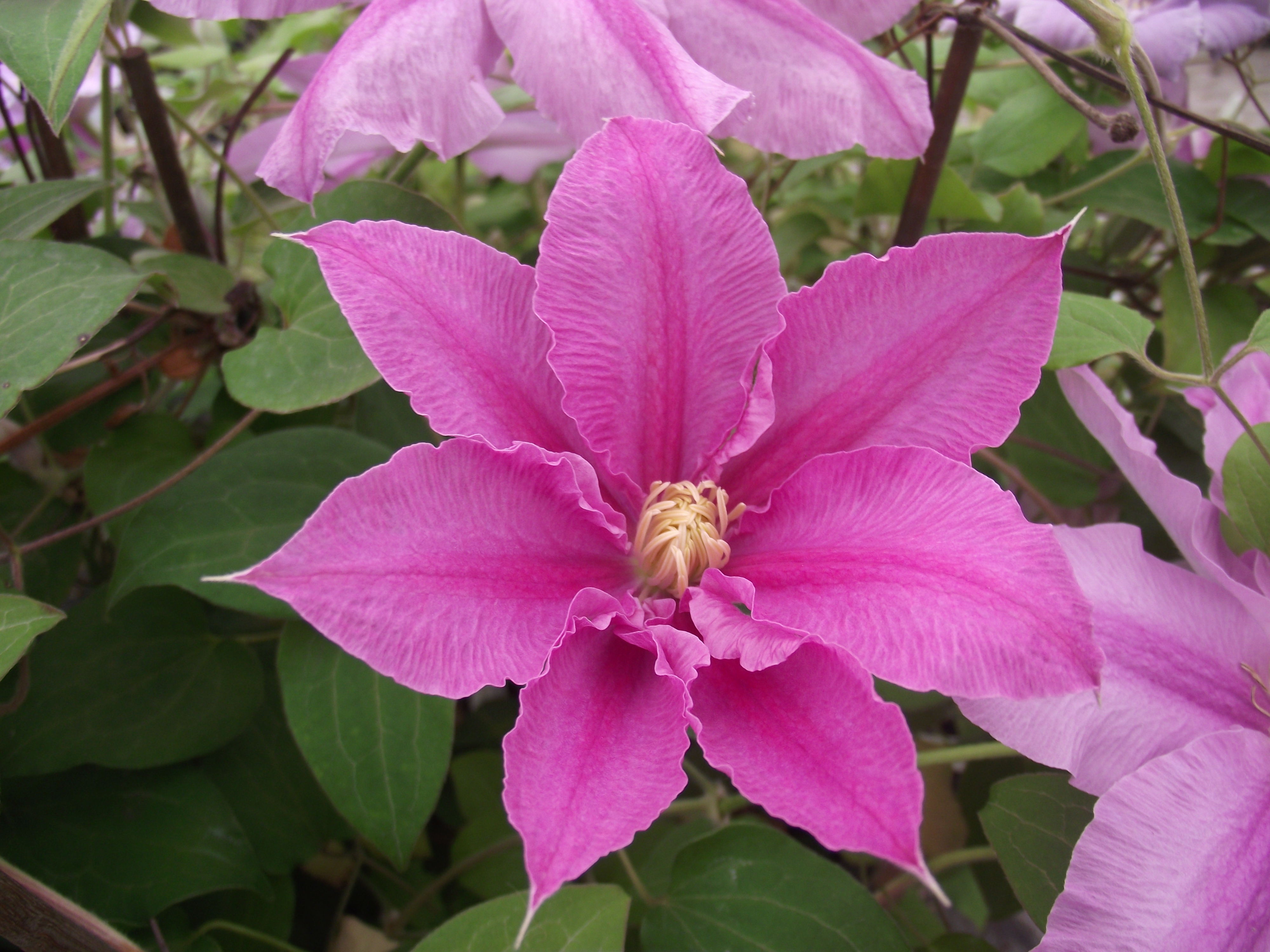
clématite patens 'Evipo027'.

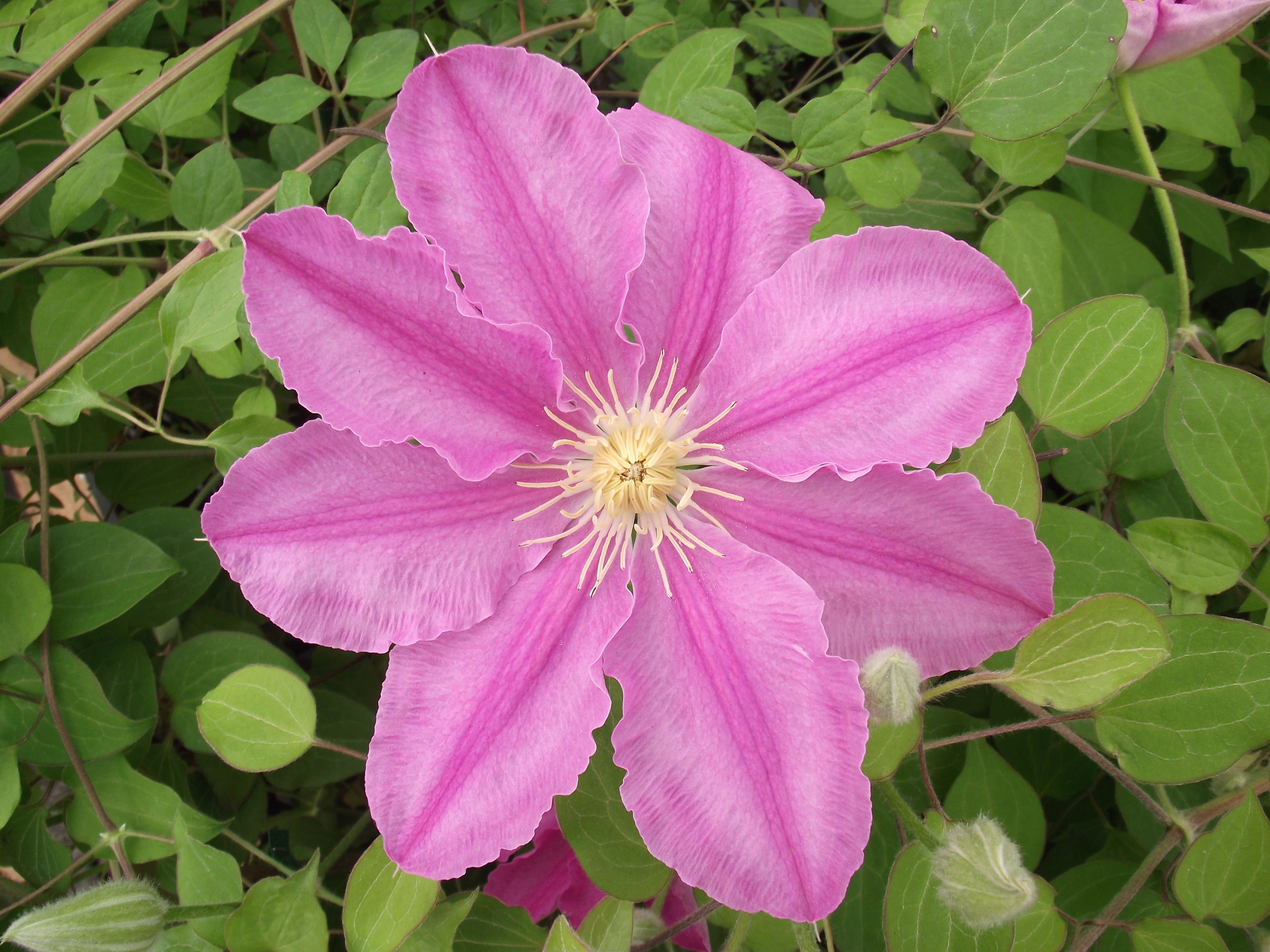
clématite patens 'Evipo027'.

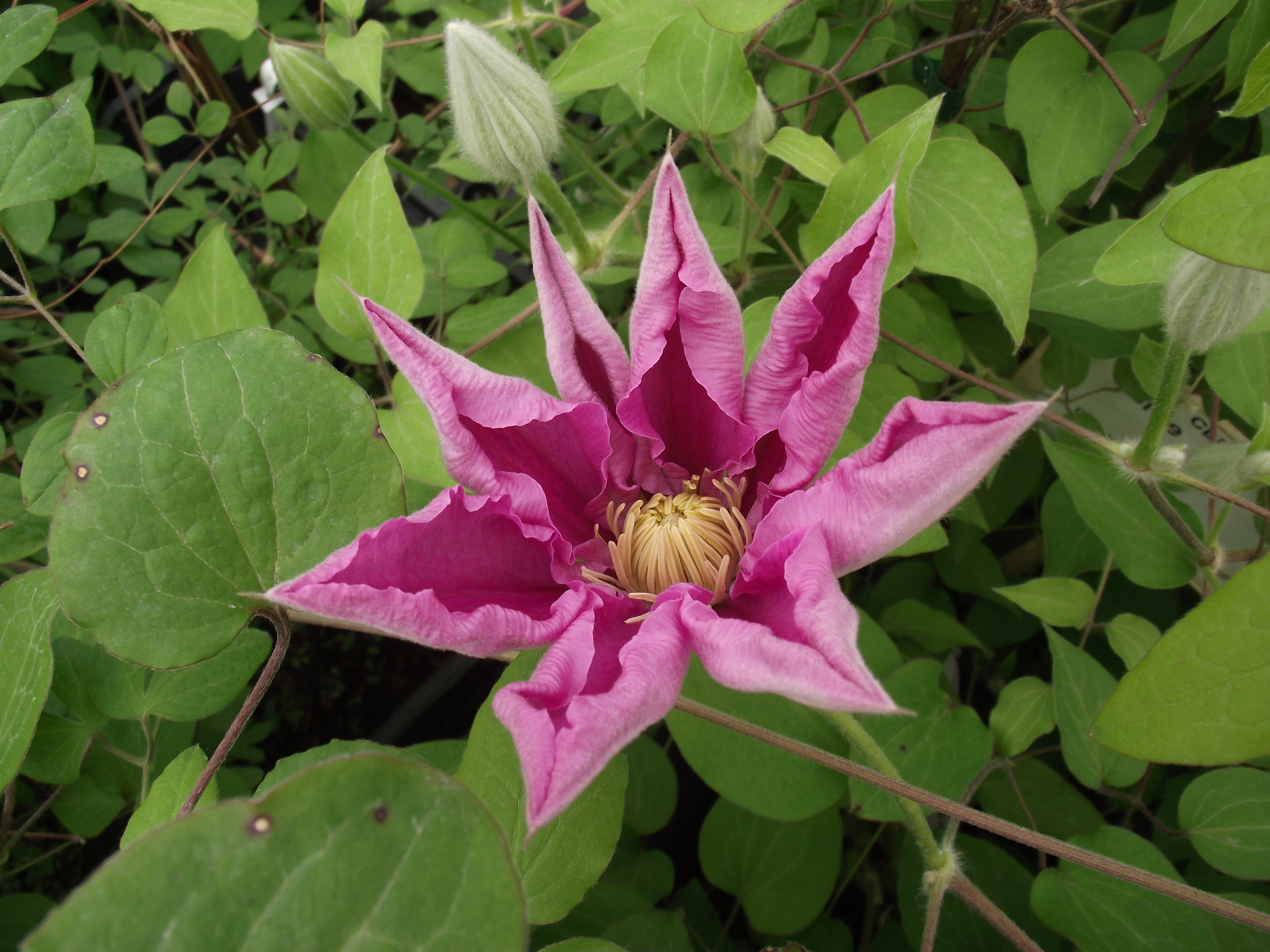
clématite patens 'Evipo027'.

Ce cultivar a été présenté au Chelsea Flower Show de 2011 par les pépinières de Raymond Evison, Guernsey clematis nursery et Thorncroft nursery clematis.

## Description
Cette clématite fait partie du groupe 2, ce qui signifie que ce cultivar donnera une floraison printanière sur la pousse de l'année précédente et une seconde à l'automne sur les pousses de l'année.

### Feuilles
Les feuilles caduques de cette clématite sont parfois simples, parfois alternes et trifoliées. En moyenne elles mesurent 10 cm. De mars à octobre les feuilles sont vertes, en novembre elles virent au jaune orangé juste avant de tomber.

### Tiges
Les tiges de la clématite Abilène apparaissent de couleur verte sur les pousses de l'année, en vieillissant le bois se durcit et devient rougeâtre et marron.

### Fleurs
La clématite Abilène dispose d'une fleur de grande taille rose clair avec une médiane beaucoup plus foncée pouvant atteindre 18 cm. Les fleurs de ce cultivar apparaissent la plupart du temps sur la partie supérieure de la plante en mai et juin pour la floraison printanière et en septembre pour la floraison d'automne. Lors de la fanaison la couleur des sépales vire légèrement au rose pale.

#### Bouton floral et pédoncule
Le bouton floral de Abilène est allongé et ovoïde d'environ 4 à 5 cm, de couleur vert/gris à un quart de son ouverture. Le pédoncule quant à lui mesure environ 11 à 15 millimètres de couleur verte également.

#### Sépales
Le sépale de la clématite Abilène mesure entre 6 et 8 cm de long, plat puis légèrement recourbé vers l’extérieur. Sur cette clématite les sépales se comptent au nombre de 8 habituellement.

#### Étamines et stigmates
Abilène possèdent des étamines de couleur jaune, les stigmates sont de couleur jaune crémeux à l'ouverture de la fleur puis jaune d'or à maturité.

#### Parfum
Cette clématite n'a pas de parfum.

## Obtention
La reproduction asexuée de ce cultivar pour la commercialisation a commencé dans les pépinières de Raymond Evison sur l’île de Guernesey.

## Protection
'Evipo027' est protégé par l'Union pour la protection des obtentions végétales sous licence PBR & PPaf. Le nom commercial 'Abilène' est protégé par une licence trademark.

## Culture

### Plantation
La clématite Abilène s'épanouit très bien en pot ou en pleine terre. Elle doit être plantée dans un mélange drainant, fertile et léger. Les racines préfèrent  un sol frais et ombragé.

### Croissance
À taille adulte cette clématite dispose d'une croissance importante entre 2.50 et 3 mètres.

### Floraison
Abilène fleurit deux fois par an sur la pousse de l'année précédente du mois de mai et juin pour la floraison printanière et en septembre pour la floraison sur le bois de l'année de l'automne. Elle fait partie du groupe 2.

### Utilisations
Abilène est parfait pour les pergolas, treillis, tonnelles et clôtures. Elle peut aussi grimper sur des supports naturels tels que les feuillus, des conifères et des arbustes.

### Taille
La clématite Abilène a besoin d'une taille annuelle, souvent au mois de mars mais à toute période de repos végétatif. Elle demande une taille modérée, c'est-à-dire une taille de 30 cm ou un tiers des branches.

### Résistance
Cette clématite résiste à des températures jusqu'à moins 20 degrés Celsius.

### Maladies et ravageurs
La clématite Abilène est sensible à l'excès d'eau ce qui pourrait provoquer une pourriture du collet de la plante et ainsi la mort de la clématite. Elle peut également souffrir d'apoplexie due à un champignon appelé Ascochyta clematidina, provoquant un flétrissement brutal des feuilles. Pour combattre ce champignon la terre doit être remplacée sur 20 cm et l'excès d'eau doit être proscrit.
Les limaces peuvent également s'attaquer à cette clématite et notamment aux jeunes pousses du printemps.